# Waldir Pires
Pour les articles homonymes, voir Pires.
Francisco Waldir Pires de Sousa (né le 21 octobre 1926 à Acajutiba (Bahia) et mort le 22 juin 2018 à Salvador (Bahia)) est un juriste et homme politique brésilien de gauche.
Il fut ministre de la Défense du gouvernement Lula du 31 mars 2006 au 25 juillet 2007, remplacé par Nelson Jobim en raison de sa passivité lors de crise de l'aviation (en) impliquant notamment une grève des contrôleurs aériens militaires. 
Figure historique de la gauche brésilienne, il eut des fonctions gouvernementales sous les gouvernements de Juscelino Kubitschek et de João Goulart puis, après son exil au début de la dictature militaire (1964-1985), sous Tancredo Neves et José Sarney (Ministre de la Sécurité sociale) ainsi que sous Luiz Inácio Lula da Silva (d'abord à la tête de l'équivalent de la Cour des comptes puis en tant que ministre de la Défense). Adversaire d'Antônio Carlos Magalhães à Bahia, il fut élu gouverneur de cet État (1987-89) sur la liste du Parti du mouvement démocratique brésilien (PMDB) avec un record de voix historiques. Il rejoint le Parti des travailleurs (PT) à la fin des années 1990.

## Biographie

### Des études à l'exil
Né à Bahia d'un père ex-séminariste et contrôleur d'impôts, Waldir Pires étudia dans le même État et entra à la faculté de droit, militant dans le syndicat étudiant et participant au mouvement antifasciste. Âgé de 24 ans, il devint secrétaire d'État du gouverneur de Bahia Régis Pacheco, au début des années 1950. Élu député de l'État de Bahia en 1954, il soutenait alors le gouverneur Antônio Balbino, avant d'être élu député fédéral en 1958 et devenant vice-dirigeant du gouvernement de Kubitschek. Il se présenta en 1962 en tant que candidat pour le poste de gouverneur de Bahia, mais fut critiqué par l'Église en raison du soutien qu'il recevait, bien que catholique, du Parti communiste, et fut vaincu avec un écart de moins de 3 % de voix par le candidat conservateur de l'União Democrática Nacional (UDN), Lomanto Júnior.
L'année suivante, alors qu'il était professeur de droit constitutionnel à l'Université de Brasilia ainsi que coordinateur des études juridiques au sein de la faculté, il fut appelé par le président João Goulart pour devenir son conseiller juridique. L'un des derniers à rester au Palais du Planalto lors du coup d'État du 31 mars 1964, il s'enfuit de Brasilia à motocyclette avec Darcy Ribeiro le 4 avril 1964 puis s'exile d'abord en Uruguay, ensuite en France à partir de 1966, où il enseigne le droit constitutionnel à Dijon puis à Paris.

### Le retour d'exil: du MDB au PT
Waldir Pires retourne au Brésil en 1970, en pleine dictature militaire (1964-1985), s'occupant d'une entreprise jusqu'à l'abrogation de l'Acte institutionnel no 5 en 1979, qui lui permet de recouvrir ses droits politiques. Il lâche alors tout pour revenir à Bahia et participer au renforcement du Mouvement démocratique du Brésil (MDB), le parti d'opposition autorisé par les militaires dans le cadre du bipartisme officiel (le parti officiel étant l'ARENA).
Avec l'ouverture progressive de la vie politique, il participe à la fondation du Parti du mouvement démocratique du Brésil (PMDB), mais échoue à se faire élire sénateur en 1982, étant battu par le candidat du Parti démocratique social (PDS, droite, héritier de l'ARENA), Luís Viana Filho. Il est nommé Ministre de la Prévoyance sociale (Sécurité sociale) en 1985 par l'éphémère président Tancredo Neves et reconduit dans ces fonctions par José Sarney. L'année suivante, il est élu avec un record historique de voix gouverneur de Bahia, infligeant une défaite cuisante aux alliés d'Antônio Carlos Magalhães, trois fois gouverneur de Bahia (dont deux mandats sous les militaires).
En mai 1989, il démissionne de ce poste, étant remplacé par Nilo Coelho, après avoir été choisi par le PMDB candidat à la vice-présidence et colistier d'Ulysses Guimarães, qui avait obtenu 302 voix contre 272 pour Pires lors des élections primaires du parti, qui comptait alors 22 gouverneurs au Brésil. Mais avec la légalisation de tous les partis, y compris le Parti communiste, le PMDB obtint un score décevant à l'élection présidentielle, n'arrivant que 7e lors du premier tour, qui conduisit à la mise en ballotage de Fernando Collor par Lula.
Il se présenta en 1990 aux élections législatives dans la circonscription de Bahia, cette fois-ci sous les couleurs du Parti démocratique travailliste (PDT, centre-gauche), obtenant à nouveau un record historique de voix dans l'État. Aux élections sénatoriales suivantes, il revint au PDMB après que le PDT eut décidé de soutenir Collor, et affronta son rival historique Antônio Carlos Magalhães. Il fut toutefois battu au second tour par Waldeck Ornelas, sénateur de 1995 à 1999, lors d'élections qui demeurent à ce jour controversées en raison d'accusations de fraudes, Ornelas l'emportant avec moins de 3 000 voix d'avance.
Élu député fédéral en 1998 avec un nouveau record de popularité, bien qu'il ait refusé d'appuyé le candidat du PMDB Fernando Henrique Cardoso en raison du soutien à ce dernier de son rival Antônio Carlos Magalhães, il quitta finalement le PMDB pour rejoindre le Parti des travailleurs (PT). Candidat aux sénatoriales de 2002 avec Haroldo Lima, il ne fut pas réélu, mais fut nommé par le président Lula à la tête de la Controladoria-Geral da União (pt) (sorte de Cour des comptes). Il réforma alors cette institution, augmentant les capacités de contrôle de l'administration publique et la prévention de la corruption, initiant notamment le programa de fiscalização a partir de sorteios públicos (pt).
Il fut ensuite nommé ministre de la Défense en mars 2006, succédant à José Alencar, avant de démissionner en juillet 2007.